# 다니엘레 바르바로
다니엘레 바르바로(이탈리아어: Daniele Barbaro, 1514년 2월 8일 ~ 1570년 4월 13일)는 베네치아 공화국의 외교관이자 아리스토텔레스 학자이며 추기경이다. 파도바 대학교를 졸업하고 1549년에서 1551년 사이에 영국과 스코틀랜드에서 외교관으로 활약하였으며 귀국하여 아쿠일레이아의 선출 장로직(Patriarch Elect of Aquileia)이라는 칭호와 공로상을 받았다. 베네치아 공화국의 건축가 안드레아 팔라디오와 함께 1552년에 트렌토, 1554년에는 로마를 여행하였고 1556년에는 《비트루비우스》의 새로운 주해 번역서를 팔라디오와 같이 작업하여 출판하였다. 마세르에 있는 빌라 바르바로의 설계 작업에 팔라디오, 동생인 마르칸토니오 바르바로와 함께 참여하였다. 빌라 바르바로는 1996년에 ‘비첸차 시와 베네토주의 팔라디오 빌라’(City of Vicenza and the Palladian Villas of the Veneto)에 포함되어 유네스코 세계유산으로 등록되었다. 1561년에 교황 비오 4세는 다니엘레 바르바로를 인 펙토레 추기경(In pectore)으로 임명하였고 그 사실은 1571년에 밝혀졌다.

## 같이 보기

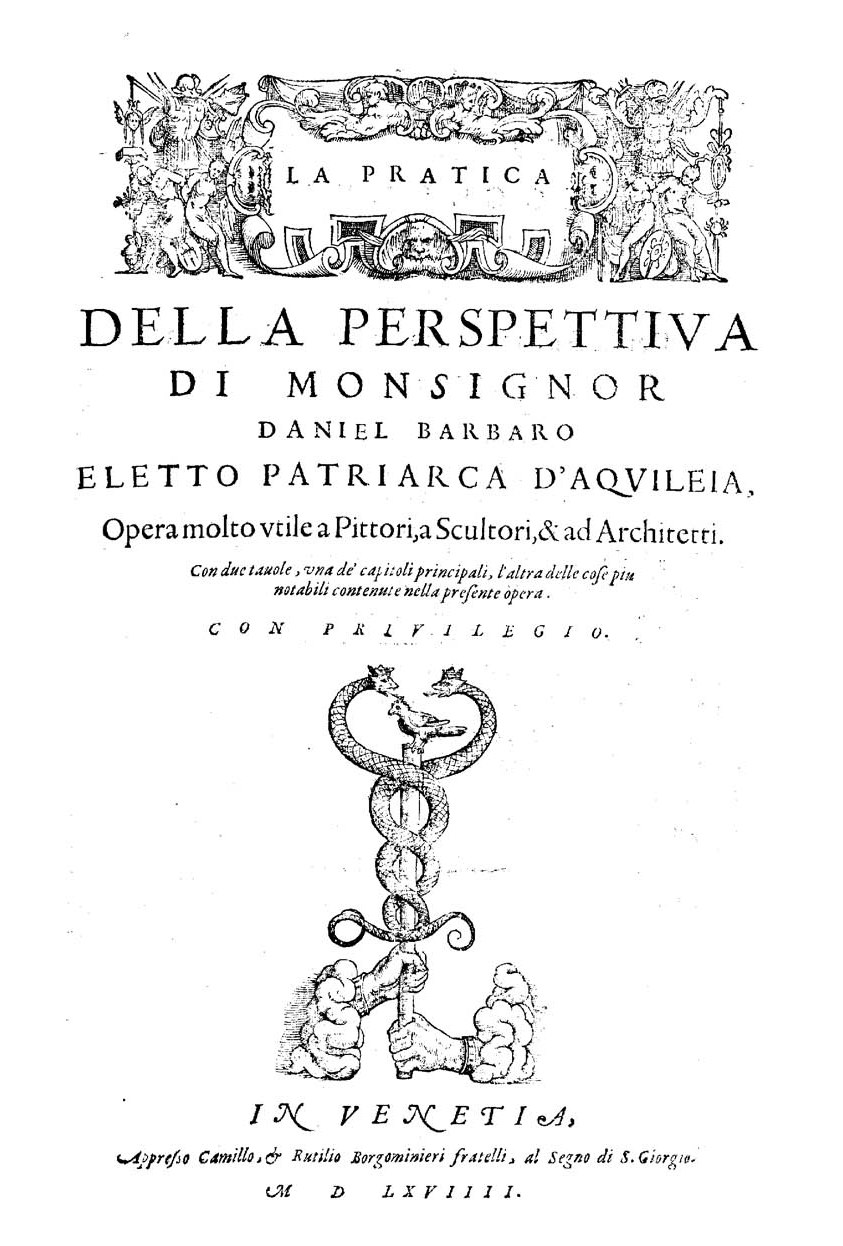
Pratica della perspettiva, 1569

- 마르칸토니오 바르바로
- 안드레아 팔라디오
- 빌라 바르바로
- 비트루비우스